# Hans Vrakking
Johannes Maria (Hans) Vrakking (Bussum, 21 juli 1941 – Naarden, 7 februari 2018) was jurist en in die hoedanigheid onder meer rechter en hoofdofficier van justitie in Amsterdam.
Jarenlang was Vrakking lid van de Amsterdamse rechtbank en hij zou uiteindelijk president van die rechtbank geworden zijn, indien hem niet gevraagd was hoofdofficier van justitie aldaar te worden. In de jaren negentig werden onder verantwoordelijkheid van Vrakking als hoofdofficier van justitie enkele grote georganiseerde-misdaadonderzoeken gedaan die tot de zogeheten IRT-affaire leidden. In de loop van de tijd brak er onenigheid uit tussen de politiekorpsen van Amsterdam en Utrecht over de werkwijzen van het Interregionaal Recherche Team (IRT) Noord-Holland/Utrecht, dat op grote schaal drugs liet doorvoeren met als doel om tot de eigenlijke drugsbaronnen door te dringen. In samenwerking met de Amsterdamse hoofdcommissaris Eric Nordholt zorgde Vrakking ervoor dat deze werkwijze werd gestopt. De commotie die dat bij  politie en justitie veroorzaakte, leidde tot een golf aan publiciteit en de IRT-affaire was geboren. De ministers Ernst Hirsch Ballin en Ed van Thijn traden in verband hiermee af en nadat eerst de commissie-Wierenga over de zaak had gerapporteerd, besloot de Tweede Kamer tot het instellen van een parlementaire enquête, de Parlementaire enquêtecommissie opsporingsmethoden, naar haar voorzitter ook wel de commissie-Van Traa genoemd.
In het kader van het IRT leidde de latere staatssecretaris Fred Teeven het onderzoek naar de Octopus-bende van Johan V.(erhoek), alias de Hakkelaar en sloot daarbij een deal met een van de verdachten, de later veroordeelde Cees H. (alias Puck). Jaren later, in maart 2015, leidden verwikkelingen rond deze overeenkomst tot het ontslag van Teeven als staatssecretaris van Veiligheid en Justitie. Na dat ontslag nam Vrakking het voor Teeven op, aangezien er in zijn ogen niets mis was met de betreffende deal.